# Maurizio Bobbato
Maurizio Bobbato (* 17. Februar 1979 in Castelfranco Veneto) ist ein ehemaliger italienischer Leichtathlet, der sich auf den Mittelstreckenlauf spezialisiert hat.

## Sportliche Laufbahn
Erste internationale Erfahrungen sammelte Maurizio Bobbato im Jahr 1997, als er bei den Junioreneuropameisterschaften in Ljubljana mit 1:52,12 min im Halbfinale im 800-Meter-Lauf ausschied. Im Jahr darauf kam er bei den Juniorenweltmeisterschaften in Annecy mit 3:54,14 min in der Vorrunde über 1500 Meter aus und 2005 schied er bei den Weltmeisterschaften in Helsinki mit 1:48,36 min in der ersten Runde über 800 Meter aus. Anschließend kam er bei der Sommer-Universiade in Izmir mit 1:52,45 min nicht über den Vorlauf hinaus. Im Jahr darauf schied er bei den Europameisterschaften in Göteborg mit 1:48,21 min im Vorlauf aus und 2007 gewann er bei den Halleneuropameisterschaften in Birmingham in 1:48,71 min die Bronzemedaille hinter dem Niederländer Arnoud Okken und Miguel Quesada aus Spanien. 2014 beendete er dann seine aktive sportliche Karriere im Alter von 35 Jahren.
2006 wurde Bobbato italienischer Meister im 800-Meter-Lauf im Freien sowie von 2005 bis 2007 in der Halle. Zudem wurde er 2007 Hallenmeister über 1500 Meter.

## Persönliche Bestleistungen
- 800 Meter: 1:45,93 min, 1. September 2006 in Padua
  - 800 Meter (Halle): 1:48,71 min, 4. März 2007 in Birmingham
- 1500 Meter: 3:40,75 min, 13. Juli 2005 in Nuoro
  - 1500 Meter (Halle): 3:44,33 min, 19. Februar 2005 in Ancona